# Cañón Gauss

Diagrama simplificado del cañón Gauss.

Un cañón de Gauss (también conocido como cañón de bobina o fusil de Gauss) es un tipo de cañón que usa una sucesión de electroimanes para acelerar magnéticamente un proyectil a una gran velocidad. El "Gauss" de su nombre proviene de Carl Friedrich Gauss, quién formuló las demostraciones matemáticas del efecto electromagnético usado por los cañones Gauss.
Los cañones Gauss son a menudo llamados equivocadamente cañones de riel por diversas fuentes, y mientras que ellos son similares en el concepto general (es decir un arma electromagnética), difieren en su funcionamiento, dado que un cañón de riel acelera los proyectiles sobre dos rieles conductores paralelos. Los cañones Gauss son en esencia idénticos a la catapulta electromagnética, aunque a menor escala. El científico noruego Kristian Birkeland es considerado comúnmente el inventor del cañón Gauss electromagnético, por el cual obtuvo una patente en 1904. En 1933, el inventor estadounidense Virgil Rigsby desarrolló un cañón de bobina estacionario que fue diseñado para emplearse como una ametralladora. Estaba accionado por un gran motor eléctrico y un generador. Su invento fue publicado en varias revistas científicas contemporáneas, pero nunca atrajo la atención de las Fuerzas Armadas.
Muchos aficionados usan diseños económicos rudimentarios para experimentar con estos. Tales diseños requieren incorporar el empleo de condensadores de flash de fotos de una cámara desechable como fuente de energía, y una bobina de baja inductancia para propulsar el proyectil hacia adelante.

## Construcción

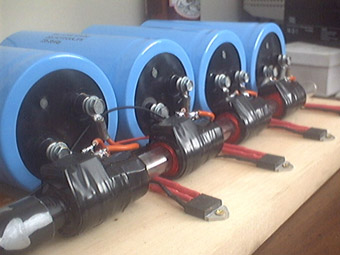
Hasta la fecha se han realizado algunos experimentos con el Cañón Gauss, la mayoría son bastante artesanales.

Un cañón Gauss, consiste en una bobina de alambre o solenoide con un proyectil de acero colocado a mediados de la bobina inicial. Una gran corriente es pulsada por la bobina creando un fuerte campo magnético, atrayendo el proyectil al centro de la bobina. Cuando el proyectil se acerca a este punto, la bobina es desconectada y la siguiente puede ser encendida, acelerando cada vez más el proyectil con las etapas sucesivas. En diseños corrientes de cañón Gauss, el cañón del arma está compuesto de un carril por donde discurre el proyectil, con las bobinas conductoras alrededor de dicho carril. La energía es suministrada a los imanes por algún tipo de descarga rápida de un dispositivo de almacenaje, normalmente una batería con condensadores de alto voltaje y capacidad diseñados para la rápida descarga de energía.
Un diodo se utiliza para proteger los componentes sensibles a la polaridad (como los semiconductores o los condensadores electrolíticos) de daños debidos a la inversión de polaridad de la tensión después de apagar la bobina. Hay dos tipos principales o configuraciones de un cañón-bobina: de una sola etapa y de etapas múltiples. Un cañón-bobina de una sola etapa utiliza un electroimán para lanzar un proyectil. Un cañón-bobina de varias etapas utiliza una sucesión de electroimanes para aumentar progresivamente la velocidad del proyectil.
Muchas personas son aficionadas a la utilización a bajo costo de diseños rudimentarios para experimentar con el cañón Gauss, por ejemplo, utilizando condensadores de flash de una cámara desechable, o un condensador de un televisor de tubo de rayos catódicos estándar como fuente de energía, y una bobina de baja inductancia para propulsar el proyectil hacia adelante. Algunos diseños no tienen proyectiles ferromagnéticos, como el aluminio o el cobre, con la armadura del proyectil que actúa como un electroimán con corriente inducida por impulsos internos de las bobinas de aceleración. Un cañón-bobina superconductora se puede crear mediante la sucesiva extinción de una línea de lado las bobinas superconductoras coaxial formando un cañón de la pistola, lo que genera una ola de gradiente de campo magnético que viaja a cualquier velocidad deseada. El dispositivo podría ser un conductor de masas o en el motor lineal sincrónico con la energía de propulsión almacenan directamente en las bobinas de la unidad.
Aunque el costo de cambiar de alimentación y otros factores pueden limitar la energía del proyectil, un beneficio notable de algunos diseños más sencillos del cañón Gauss es evitar un límite de velocidad intrínseca del contacto físico hipervelocidad y la erosión. Si el agujero es un vacío total (por ejemplo, un tubo con una ventana de plasma) no hay nada de fricción, lo que ayuda a la reutilización prolongada.

## Funcionamiento
La energía debe llegar a cada sucesivo electroimán en un tiempo preciso, debido a la histéresis. A los electroimanes les lleva un tiempo alcanzar la potencia máxima después de que el voltaje es aplicado, de esta manera el suministro de electricidad debe comenzar antes de que el proyectil alcance al imán determinado. Lo mismo ocurre después de que la energía está apagada, y si el proyectil se encuentra en "el lado lejano" del imán en aquel momento, el imán seguirá atrayéndolo, desacelerando. Una solución obvia sería accionar los imanes mucho antes de que el proyectil los alcance, pero como la fuerza magnética disminuye con el cuadrado de la distancia (es decir muy rápidamente) demasiada energía se perdería con tal solución. Por esta razón la mayor parte de las armas Gauss que usan más de un imán incluye algún tipo de dispositivo de cronometraje electrónico para accionar los imanes, uno que pueda ser ajustado para distintos parámetros como la potencia de disparo, y la masa del proyectil.
El arma comienza con todos los imanes conectados, y luego se los apaga uno por uno antes de que el proyectil los alcance. Una ventaja del cañón Gauss sobre el cañón de riel consiste en que puede ser hecho arbitrariamente largo. Esto tiene un cierto número de efectos secundarios, pero el principal es que la aceleración puede ser muy lenta sobre una longitud más larga, lo cual significa que la energía necesaria en cualquier sección del cañón Gauss es menos intensa. Sin embargo esta ventaja es compensada por el coste y la complejidad del sistema de conmutación que requiere el abastecimiento de un arma más larga.

## El circuito magnético
Lo ideal sería que el 100% del flujo magnético generado por la bobina se entreguen y actúen sobre el proyectil, pero esto está muchas veces lejos de la realidad debido a la construcción del núcleo de aire del solenoide común de la mayoría de los Cañones de Gauss, que suelen ser relativamente simples y poco eficientes realizados por los aficionados.
Con un simple solenoide de núcleo de aire, la mayoría del flujo magnético no se junta en el proyectil por la alta resistencia del circuito magnético. El flujo acoplado genera un campo magnético que almacena energía en el aire circundante. La energía que se almacena en esta materia no desaparece del circuito magnético una vez que el capacitor termina la descarga. Debido a que el circuito eléctrico cañón-bobina es intrínsecamente similar a un oscilador LC, los rendimientos de energía no utilizada en la dirección inversa ('sonar'), pueden dañar seriamente tanto a los condensadores polarizados como a los condensadores electrolíticos.
La carga a la inversa se puede prevenir mediante un diodo conectado a la inversa en paralelo a través de los terminales del condensador, y como resultado, el diodo y la bobina disipar toda la energía no utilizada en forma de calor. 
Si bien esto es una solución simple y utilizado con frecuencia, se necesitan semiconductores más caros y de alta potencia y una bobina bien diseñada, con suficiente masa térmica y la capacidad de disipación de calor, con el fin de prevenir fallos en los componentes.
Algunos diseños intentan recuperar la energía almacenada en el campo magnético mediante el uso de un par de diodos. Estos diodos, en lugar de verse obligados a disipar la energía restante, recargan los condensadores con la polaridad correcta para el siguiente ciclo de descarga. Esto también evitará la necesidad de recargar completamente los condensadores, reduciendo significativamente los tiempos de carga. 
No obstante, la viabilidad de esta solución está limitada por la alta recarga que resulta de la corriente a través de la resistencia en serie equivalente (ESR) de los condensadores, el ESR disipará parte de la corriente de recarga, generando calor dentro de los condensadores y acortando potencialmente su vida.
Para reducir el tamaño del componente, el peso, los requisitos de durabilidad, y lo más importante, los costos, el circuito magnético debe ser optimizado para ofrecer más energía al proyectil para una entrada de energía dada. Esto se ha abordado en alguna medida por el uso del hierro de vuelta final, que son pedazos de material magnético que rodean la bobina y crean caminos de menor resistencia con el fin de mejorar la cantidad de flujo magnético. Los resultados pueden variar ampliamente, dependiendo de los materiales utilizados; los aficionados pueden utilizar en sus diseños, por ejemplo, los materiales que van desde acero magnético (más eficaz, menor resistencia) a los de una cinta de vídeo (poca mejoría en la resistencia). 
Por otra parte, las piezas adicionales de material magnético en el circuito magnético pueden causar, a gran escala, la posibilidad de saturación de flujo y otras pérdidas magnéticas.

## Uso con superconductores
Una versión con superconductores del cañón Gauss es el llamado cañón quench. Las resistencias conectadas a las bobinas superconductoras gastan la energía en la bobina, que es transformada en calor. Después de un tiempo esto calienta a los superconductores hasta el punto donde cesa su superconductividad, así cambia su estado a normal (sin superconductividad). Cuando esto sucede la resistencia de la bobina de manera general se incrementa repentinamente, descargando toda la energía en forma de calor en una proporción muy rápida. Con cuidado controlando las tasas de calentamiento, los imanes pueden ser "apagados" secuenciálmente en los porcentajes apropiados para conseguir un cañón Gauss, uno que genere campos magnéticos potentes con alta eficiencia, y con tendencia a una histéresis inferior debido a la disipación rápida de la energía en la bobina.

## Aplicación potencial
Como los cañones de riel y los aceleradores estatorreactores, el cañón Gauss ha sido propuesto para su uso en el envío de carga útil al espacio.[cita requerida]
Como arma, las ventajas del cañón Gauss incluyen el hecho de que no tienen partes movibles, aparte del proyectil, y el dato de que el único ruido perceptible es el movimiento del proyectil cuando este alcanza una alta velocidad. Aunque se hayan mostrado cañones Gauss para alcanzar velocidades supersónicas.

## Cañones Gauss en la ciencia ficción
Los cañones Gauss son dispositivos muy nombrados en la ciencia ficción, sobre todo en juegos de rol y videojuegos, donde se les conocen por nombres como el cañón Gauss o el fusil Gauss (por ejemplo, en BattleTech, S.T.A.L.K.E.R.: Shadow of Chernobyl, Evangelion, Syndicate, Fallout, Shadowrun, Crimsonland, Total Annihilation, StarCraft, Fallout 3: Operation Anchorage, Warhammer 40.000, Halo, Half-Life, Crysis, OGame y S4 League e Imperion). En el juego de mesa de BattleTech, el fusil Gauss es un arma pesada de proyectiles montada en algunos tipos de mechas. El arma crea un daño devastador en rangos de hasta un kilómetro y produce muy poco calor; dado que el calor es una de las principales preocupaciones en el uso eficiente del BattleMech, es una de las armas más poderosas en el juego (sus defectos son la escasa munición y su gran peso). También es destacado en juegos como la saga MechCommander, MechWarrior y parte de la saga X-Com. En el juego en línea OGame es una opción de defensa pesada muy útil para derribar flotas enemigas, y la más resistente a ataques de misiles interplanetarios hasta la llegada del cañón de plasma. En el videojuego de Halo 3, una variante del Warthog de la UNSC se ve armado con un cañón Gauss, aunque es altamente poderosa contra blancos no blindados, se requieren 5 disparos para inutilizar un tanque Scorpion o Wraith. En el universo Halo, la mayoría de las naves de la UNSC están equipadas con cañones MAC (Magnetic Aceleration Cannon, o Cañón de Aceleración Magnética), que son básicamente cañones Gauss que disparan proyectiles de tungsteno ferroso de gran masa (F=m.a; donde m es el componente importante) para causar gran devastación sin explosivos. En Fallout 3, es un fusil de precisión de alta potencia, que usa celdas de microfusión para disparar balas de 2 mm pre-cargadas, aunque debido a la potencia usada se necesita una celda por bala. En el videojuego para teléfono móvil, Worms 2011: Armageddon, aparece como arma el cañón Gauss, el cual lanza un proyectil brillante guiado por una línea recta con apariencia de láser que atraviesa cualquier terreno.
No debe confundirse esta arma con la que aparece en la película El Protector (Eraser) donde es desarrollado un cañón de riel, no un Gauss, del tamaño de un fusil de asalto, disparando pequeñas balas de aluminio a velocidades sorprendentes.

## Aplicación militar
Teóricamente, el disparo del cañón Gauss se realizaría con munición especial de una aleación de wolframio, que es el metal con mayor resistencia a las altas temperaturas. Para mayor definición, el wolframio es utilizado en los filamentos de las bombillas tradicionales, dónde por el flujo de electrones eleva su temperatura a niveles que otros metales no soportarían sin fundirse. El cañón, el cual estaría en desarrollo como armamento principal de tanques, funcionaría con una potentísima bobina magnética, que impulsaría el proyectil. Éste alcanzaría velocidades supersónicas. El rozamiento del aire a grandes velocidades provocaría un gran calentamiento del proyectil, con temperaturas prácticamente solares (lo cual no es imposible, si nos fijamos en las antiguas "bombas térmicas" utilizadas en la Segunda Guerra Mundial, que alcanzaban temperaturas capaces de fundir todo tipo de metales). El resultado, un disparo de plasma, que se podría traducir como un chorro de acero fundido disparado a velocidades superiores a los 1900 m/s (6840 km/h). Un arma mortífera capaz de atravesar casi cualquier blindaje.[cita requerida] El cañón Gauss aún está en desarrollo, y sólo se han probado prototipos en laboratorio, debido a la gran inestabilidad del artefacto.